# Escut d'Esparreguera
L'escut oficial d'Esparreguera té el següent blasonament:
Escut caironat: d'or, una esparreguera arrencada de sinople amb cinc espàrrecs ressaltant sobre el tot una creu abscissa de Santa Eulàlia d'argent. Per timbre una corona mural de vila.

## Història
Va ser aprovat el 30 de maig de 1996 i publicat al DOGC el 19 de juny del mateix any amb el número 2220. La mata d'esparreguera és un element parlant que fa referència al nom de la vila i la creu de Santa Eulàlia al·ludeix a la seva patrona.